# Dołgie Jezioro (Pojezierze Dobiegniewskie)
Jezioro Dołgie (niem. Dolgener See) –  jezioro  na Pojezierzu Dobiegniewskim, w powiecie strzelecko-drezdeneckim, w gminie Strzelce Krajeńskie.
Jezioro otoczone lasami o charakterystycznym wydłużonym kształcie, od północy przylega do miejscowości Długie.